# Teresa (Hiszpania)
Teresa – gmina w Hiszpanii, w prowincji Castellón, we wspólnocie autonomicznej Walencja, o powierzchni 19,89 km². W 2011 roku liczyła 275 mieszkańców.